# 신암동
신암동(新岩洞)은 대한민국 대구광역시 동구의 법정동이다. 행정동(신암1동·신암2동·신암3동·신암4동·신암5동)의 통칭이기도 하다.
대구 최대의 철도 관문인 경부선 동대구역이 신암4동에 있다. 신암2동에는 한국장학재단 본부가 있다.

## 유래
발원은 예부터 "한골"이라는 자연부락으로 불렸는데, "한골"이라는 것은 골이 깊은 계곡 대곡리라 해서 그 명칭이 한골이라고 불리고 있다. 새로 생긴 강 새내, 즉 신천이 흐르게 되었는데 그 아래 바위가 많은 곳이라 하여 신암동으로 부른다. 처음에는 동산새태, 새태마을(혹은 새터마실), 신기동이라 했다. 새태마실이라 부른 것은 그 아래쪽에 많은 마을이 들어서게 됨으로 하여 이를 새로 생긴 마을이란 뜻으로 부르게 되었다.

## 역사
- 1895년 음력 윤5월 1일 대구부 대구군 동상면[2]
- 1896년 8월 4일 경상북도 대구군 동상면[3]
- 1910년 10월 1일 경상북도 대구부 동상면
- 1911년 11월 14일 경상북도 대구부 대구면[4]
- 1914년 4월 1일 경상북도 달성군 수성면 신암동[5]
- 1938년 10월 1일 경상북도 대구부 신암동[6]
- 1938년 11월 2일 편입된 수성면을 관할로 동부출장소 설치[7]
- 1949년 8월 15일 경상북도 대구시 신암동(동부출장소 관할)[8]
- 1963년 1월 1일 경상북도 대구시 동구 신암동[9]
- 1965년 2월 1일 행정동 신암1동, 신암2동, 신암3동, 신암4동으로 개편
- 1970년 7월 1일 신암1동을 신암5동으로, 신암3동을 신암6동으로 분동[10]
- 1975년 10월 1일 신암로 북편(신암3동, 신암6동)을 북구에 편입하여[11] 대현동으로 개칭, 신암5동을 신암3동으로 개칭
- 1981년 7월 1일 대구직할시 동구 신암동[12]
- 1990년 6월 1일 신암4동을 신암5동으로 분동
- 1995년 1월 1일 대구광역시 동구 신암동[13]

## 교육
신암초등학교는 1975년부터 북구 대현동으로 넘어갔다.
- 대구동부초등학교
- 대구동신초등학교
- 동대구초등학교
- 대구덕성초등학교
- 대구아양초등학교
- 대구신성초등학교
- 신아중학교 (아양중·신암중 통합)
- 대구공업고등학교
- 대구관광고등학교

## 기관
- 대구광역시립 동부도서관
- 대구2·28기념 학생도서관 (구 신암중학교)
- 대구동부여성문화회관
- KT 동대구지점
- 한국장학재단
- 동구청
- 대구보호관찰소

## 유통
- 대구신세계 (파미에타운)
- 동서시장
- 평화시장

## 금융
- 대구축산농협 본점

## 교통 시설

### 지하철
- 대구 도시철도 1호선 동구청역(신암4동)
- 대구 도시철도 1호선 아양교역(신암5동)

### 철도
- 동대구역

## 명소
- 신암동성당

## 주거
| 단지명                     | 건설사                      | 시행사                                           | 주소               | 입주        | 비고                                     |
| -------------------------- | --------------------------- | ------------------------------------------------ | ------------------ | ----------- | ---------------------------------------- |
| 신암 뜨란채                | ㈜서광건설산업 ㈜진흥건설   | 대한주택공사                                     | 동구 아양로7길 12  | 2005년 9월  |                                          |
| 동대구 우방아이유쉘        | ㈜우방                      | ㈜우방                                           | 동구 송라로32길 32 | 2020년 10월 |                                          |
| 진로 이스트타운 2차        | ㈜진로                      | ㈜진로                                           | 동구 동북로 460    | 1998년 11월 | 구 경북산업대학교 부지 1차는 효목동 소재 |
| 동대구역 화성파크드림      | ㈜에이치에스화성            | 신암4동뉴타운 주택재건축정비사업조합             | 동구 동대구로 590  | 2023년 6월  |                                          |
| 동대구역 센텀 화성파크드림 | ㈜에이치에스화성            | 신암2재정비촉진구역 주택재개발정비사업조합       | 동구 아양로 133    | 2024년 3월  | 신암2구역 재개발                         |
| 동대구 해모로 스퀘어이스트 | ㈜에이치제이중공업 건설부문 | 신암5동 동자02지구 주택재개발정비사업조합        | 동구 동북로 340    | 2024년 1월  | 신암동자2지구 재개발                     |
| 동대구 해모로 스퀘어웨스트 | ㈜에이치제이중공업 건설부문 | 신암8재정비촉진구역 주택재개발정비사업조합       | 동구 동북로 340    | 2023년 4월  | 신암8구역 재개발                         |
| 동대구 에일린의 뜰         | 아이에스동서                | 아이에스동서                                     |                    | 2021년 10월 | 신암19구역 재개발                        |
| 동대구 해링턴 플레이스     | 효성중공업㈜ 건설부문       | 신암제6구역재정비촉진구역 주택재개발정비사업조합 |                    | 2024년 3월  | 신암6구역 재개발                         |
| 신암 건영캐스빌            | 건영                        | 신암아파트 재건축조합                            | 동구 신암남로 50   | 2005년 11월 |                                          |
| 동대구 더 센트로 데시앙    | 태영건설                    | ㈜창성아크프라임                                 | 동구 신암로20길 30 | 2023년 8월  |                                          |
| 이안 동대구                | 대우산업개발                | 선진신암지구 주택재건축조합                      | 동구 송라로28길 14 | 2018년 11월 |                                          |
| 이안 센트럴 디             | 대우산업개발                | 동대구지구 도시환경정비사업조합                  | 동구 동대구로 577  | 2021년 9월  |                                          |